# Tsedenbal Tsogzolmaa
En aquest nom mongol, el nom és «Tsogzolmaa» i «Tsedenbal» és un patronímic, no pas un cognom.
Tsedenbal Tsogzolmaa és una política mongola. Actualment és ministra d'Educació, Cultura i Ciència de Mongòlia des del 20 d'octubre de 2017.